# 鎌田彩樺
鎌田 彩樺（かまた あやか、2003年4月29日 - ）は、日本の女性アイドル・女優で、SUPER☆GiRLSのメンバー。
広島県出身。エイベックス・マネジメント所属。

## 略歴
幼少期からアイドルに憧れており、小学校5年生になる2013年、レプロアスターに入所（同じ一期生として、北村優衣や佐々木七海らがいる）。その後、レプロエンタテインメントに移籍。2016年開催『TOKYO IDOL FESTIVAL』で、事務所の同じベイビーレイズJAPANと9nineの物販手伝いをする。
2017年4月、初舞台となる『ローファーズハイ!!』に出演。自身がキャプテンを務める2018年8月公演『ローファーズハイ!! Vol.4』まで続けて出演していたが、高校受験に備えるため、2019年5月6日、『ローファーズハイ!! お披露目会 2019』千穐楽にて、退団が発表された。
2021年5月21日、契約期間満了に伴いレプロエンタテインメントを退社。その後、フリーで芸能活動を続けていたが、2022年開催『SUPER☆GiRLS 超絶オーディション!!!!!!』に参加。2023年1月29日、同グループ第6期メンバーとして加入することを発表し、お披露目された。

## 人物
広島で生まれ、東京に移り、小学校時代は京都で過ごす。特技はダンス・新体操・バレエなどで、新体操は幼稚園から小学校6年生まで、バレエは小学校3年生から6年生まで習っていた。趣味はカフェ巡りや美術館巡り。好きな食べ物はアイスクリーム・チョコレート・から揚げなど。高校時代は軽音楽部に所属、複数のバンドを掛け持ち、ヴォーカルを担当した。

## 出演

### 舞台
- ウズマキプロデュース『ローファーズハイ!!』（2017年4月、浅草九劇） - 橘サクラコ 役[6]
- ウズマキプロデュース『ローファーズハイ!! Vol.2』（2017年8月、浅草九劇） - 宇佐美モモヨ 役[18]
- ウズマキプロデュース『ローファーズハイ!! Vol.3』（2017年12月、浅草九劇） - 宇佐美モモヨ 役[19]
- "STRAYDOG" Produce『心は孤独なアトム』 東京公演（2018年1月24日 - 28日、シアターグリーン BIG TREE THEATER）- ピノコ 役[20]
- "STRAYDOG" Seedling公演『へなちょこヴィーナス』（2018年3月21日 - 25日、ワーサルシアター）- 鳴海ゆか 役[21]
- ロクディム全国縦断ツアー『RAINBOW TOUR 2018@浅草九劇』（2018年6月9日） - ゲスト[22]
- ウズマキプロデュース『ローファーズハイ!! Vol.4』（2018年8月、浅草九劇） - 鎌田彩樺 役[7]
- "STRAYDOG" Produce『竜二 〜お父さんの遺した映画〜』（2018年10月24日 - 28日、シアターグリーン BIG TREE THEATER）- 金子沙耶 役[23]
- "STRAYDOG" Seedling公演『おとうさんとわたし』（2019年6月5日 - 9日、ワーサルシアター）- 橘ティアラ 役[24]
- アリスインプロジェクト『ダンスライン！』（2022年6月29日 - 7月3日、新宿村LIVE）- 岩本小夏 役[25][26]
- くちなし第3回公演『暗闇のレクイエム』（2022年10月19日 - 23日、シアターグリーン BOX in BOX THEATER）- マサコ 役[27]
- [Otona Project 第四十八弾] 演劇ユニット【爆走おとな小学生】 第十五回課外授業 朗読劇『シアター』（2023年9月22日・23日、シアターグリーン BOX in BOX THEATER） - 浅井順子 役（Wキャスト）[28]
- MUSICAL『リフレインする君の声〜encore 2023〜』（2023年11月15日 - 19日、六行会ホール） - 奏 役（Wキャスト）[29]
- Papillon Presents『女の子ものがたり』（2025年4月16日 - 20日、シアターグリーン BOX in BOX THEATER）- なつみ 役（Wキャスト）[30]

### テレビ
- テストの花道 ニューベンゼミ（2017年4月 - 2018年3月、NHK Eテレ）
- 浅草ベビ9（2017年、TX）[注 1]
- 浅草うず九（2018年、TX）[注 2]
- ザ・ハイスクール ヒーローズ（2021年7月31日 - 9月18日、EX）- 佐藤萌香 役[31]

### CM
- ジェーシービー ディズニー★JCBカード「東京ディズニーシー20周年記念カード」篇（2022年）[32]

### MV
- 石原詢子「ただそばにいてくれて」（2021年）[33][34]
- ピーターパンシンドローム「ガチ恋口上ミルキーチャンス」（2021年）[35][36]

### インターネット配信
- ユージ芸能事務所 -少女たちのシャカリ紀-（2017年、生テレ/FRESH!）[37]
- オトナゼミナール -大人になりたい りんくまと仲間たち-（2017年6月25日、生テレ）
- ｢MelTV｣ 『【大爆笑】ほうれん草ゲームにアレンジ加えた結果・・』（2017年12月10日、Youtube） - ゲスト[38]
- 浅草おび九LIVE!! 金曜日 ローファーズハイ!!（2018年4月13日 - 終了日不詳、FRESH!）
- 楽遊のさきどり★アイドル塾（2025年6月2日、ミクチャ） - MC[39][40]

### イベント
- ｢ハイ!!振り返り｣（2017年5月6日、浅草九劇）[注 3]
- ｢プレミアムステージwith KAWAII制服｣（2017年11月23日、二子玉川ライズ） - ローファーズハイ!!として出演
- 浅草九劇1周年記念うずフェス2018「ローファーズハイ!!番外編 〜色々盛り込んでみたので優しい気持ちで観て下さい！〜」（2018年4月）
- ｢ローファーズハイ!!vol.5｣ 放課後トーク（2018年12月7日） - ゲスト[41]
- ｢ローファーズハイ!! お披露目会 2019｣（2019年5月6日） - ゲスト